# 柳美英
柳美英（1921年1月7日—2016年11月23日），朝鲜民主主义人民共和国政治人物，曾任朝鲜天道教青友党中央委员长、第10届最高人民会议常务委员会委员及檀君民族統一協議會委員長。

## 家庭
柳美英是日本殖民时期朝鲜爱国人士柳东悦的独生女。柳东悦在朝鲜战争期间被朝鲜人民军俘虏，转移赴朝途中被美军飞机炸死。
柳美英本来是大韩民国国民。其丈夫崔德新1936年毕业于中国黄埔军校，后参加抗日战争，曾赴缅甸作战，朝鲜半岛光复后回到韩国，参加过朝鲜战争，停战后进入外交界。朴正熙1961年通过军事政变上台后，召崔德新回国担任外长。由于不满朴正熙独裁统治，崔德新于1976年侨居美国。在朝方感召下，崔德新1986年与柳美英回到朝鲜定居，后出任朝鲜祖国和平统一委员会副委员长，1989年11月病逝，享年75岁。